# Tomino la maudite
Tomino la maudite (トミノの地獄, Tomino no jigoku, litt. « L'Enfer de Tomino ») est une série de manga scénarisée et dessinée par Suehiro Maruo.
Prépubliée de février 2014 à décembre 2018 dans le périodique Monthly Comic Beam, la série est ensuite publiée par Enterbrain en quatre volumes reliés sortis entre le 28 novembre 2014 et le 12 février 2019.
En France, la série est publiée par Casterman  en deux épais volumes sortis respectivement le 27 janvier 2021 et le 12 mai 2021.

## Résumé
Les jumeaux Shoyu et Miso sont abandonnés par leur mère et confiés à leur oncle alors qu'ils n'ont pas encore un an. Négligés et maltraités par leur famille adoptive, les jumeaux vont tisser entre eux un lien si puissant qu'ils peuvent communiquer et partager leurs émotions par la pensée.
Ce n'est que lorsqu'ils sont vendus à un cirque par leur oncle qu'ils trouvent enfin un foyer chaleureux parmi les bêtes de foire qui composent désormais leur famille. Les forains leur donnent de nouveaux noms, Tomino et Katan, et leur offrent une nouvelle existence.
Ils sont cependant rapidement confrontés à la cruauté et la concupiscence qui gangrènent une humanité désireuse de faire du profit et de jouir de la vie aux dépens des autres. Instrumentalisés, réifiés, les jumeaux devront compter sur ce lien indéfectible qui les unit alors même qu'ils sont séparés, afin de surmonter les vicissitudes du destin.

## Personnages

### Personnages principaux
- Tomino (トミノ?)

De son vrai nom Miso, elle est la sœur jumelle de Katan et nourrit un lien profond avec ce dernier. Abandonnés par leur mère alors qu'ils n'ont pas encore un an, les deux enfants sont élevés par la famille de leur oncle. Négligés et maltraités, ils finissent par être vendus à une foire aux monstres.
- Katan (カタン?)

De son vrai nom Shoyu, il est le frère jumeau de Tomino et nourrit un lien profond avec cette dernière. Abandonnés par leur mère alors qu'ils n'ont pas encore un an, les deux enfants sont élevés par la famille de leur oncle. Négligés et maltraités, ils finissent par être vendus à une foire aux monstres.
- Herbert Wang

Propriétaire cupide et amoral de la foire aux monstres dans laquelle atterrissent Tomino et Katan. Obsédé par le profit, il ne considère les forains sous ses ordres que comme des instruments avec lesquels il peut faire de l'argent.
- Elise

Petite fille disposant de quatre bras et de quatre jambes. Proche de Shin, elle se lie également d'amitié avec Tomino et Katan.
- Kakasi

De son vrai nom Kôji Sukiya, ce jeune homme travaille dans la foire aux monstres de M. Wang. Il a perdu une jambe lorsqu'enfant, il fut fauché par une voiture. Il est très protecteur envers les plus jeune membres de la foire de M. Wang et est particulièrement attaché à Tomino et Katan.
- Utako Utagawa

Actrice célèbre pour ses rôles de fantômes au cinéma. Elle semble s'intéresser à Tomino et Katan.
- Shin

Amie d'Elisa. Le corps de cette fillette est recouvert de poils épais et son visage arbore une barbe et une moustache.
- Ken le nabot

Nain se produisant dans la foire aux monstres de M. Wang.

### Personnages secondaires
- Saburô Nagoya

Membre de la foire aux monstres de M. Wang. Quand il se produit sur scène, il est "Le Shôgun à deux têtes". En effet, il porte une casquette en forme de tête humaine faisant penser aux spectateurs qu'il a deux têtes.
- Grande sœur Kim

Membre de la foire aux monstres de M. Wang. Cette jeune femme douce et séduisante prend soin des membres les plus jeunes de la troupe. Wang a jeté son dévolu sur elle, mais elle est aussi la maitresse de Nagoya.
- Masa le nabot

Un nain de 40 ans se produisant dans la foire aux monstres de M. Wang.
- Laszlo Levenshtein

Cet homme riche et mystérieux est obsédé par les très jeunes filles difformes. Une rumeur dit qu'il fait de ces dernières ses maitresses. Elisa, l'enfant pieuvre, a éveillé son intérêt et il souhaite l'acheter à bon prix pour satisfaire ses désirs pervers.
- Salvador Fujiyama

Artiste peintre extravagant, ce travesti est toujours à la recherche de modèles singuliers.
- Aya

Cette jeune fille vit seule avec son grand père sur une île isolée. Ce dernier créé des Xiang Gui Er, des enfants aux malformations fabriquées artificiellement en Chine pour être exhibés dans des foire aux monstres. Lorsque Katan est emmenée sur l'île, Aya se prend d'affection pour lui et tente de lui venir en aide.
- Maria

Enfant hideuse et silencieuse, achetée et revendue comme un vulgaire objet dans les foires aux monstres.

## Analyse
Tomino la maudite est, à ce jour, l'œuvre la plus longue de Suehiro Maruo. Après avoir adapté en manga les romans d'écrivains japonais comme Edogawa Ranpo (L'Île Panorama; La Chenille) ou Kyūsaku Yumeno (L'Enfer en bouteille), il s'inspire cette fois d'un poème sombre et énigmatique publié en 1919 par Yaso Saijô (西條八十), et intitulé L'Enfer de Tomino. Ce poème, rempli de symboles étranges et d'images dérangeantes, est si cryptique qu'il est encore à ce jour sujet à diverses interprétations. Il raconte le voyage en enfer d'un jeune garçon appelé Tomino, damné pour avoir commis des actes abominables.
Suehiro Maruo propose avec Tomino la maudite une vision de ce poème qui lui est propre tout en développant les thèmes qui lui sont chers : la marginalisation, l'enfance et l'innocence avilies par les vices de l'adulte, ou encore la rencontre entre le macabre et l'érotisme.

## Liste des volumes
| no | Japonais         | Japonais          | Français        | Français       |
| no | Date de sortie   | ISBN              | Date de sortie  | ISBN           |
| --- | ---------------- | ----------------- | --------------- | -------------- |
| 1 | 28 novembre 2014 | 978-4-0473-0048-4 | 27 janvier 2021 | 978-2203210110 |
| Liste des chapitres : - Chapitre 1 : Commencement de l'enfer - Chapitre 2 : Le Sein d'Asakusa - Chapitre 3 : Désinformation - Chapitre 4 : Namu Sattaru Magundaria Ô protecteur sacré - Chapitre 5 : La Fuite - Chapitre 6 : Le Dieu mécanique - Chapitre 7 : Le Masque trompeur - Chapitre 8 : Illumination - Chapitre 9 : Tchou-Tchou                                              |                  |                   |                 |                |
| 2 | 25 mai 2016      | 978-4-04-730948-7 | 12 mai 2021     | 978-2203210158 |
| Liste des chapitres : - Chapitre 10 : Les chaussures du sommeil - Chapitre 11 : Les Démons-bougeoirs - Chapitre 12 : L'Oracle/automatisme - Chapitre 13 : Paraiso - première partie - Chapitre 14 : Paraiso - seconde partie - Chapitre 15 : Maria Kannon - Chapitre 16 :Unholy 2 - Chapitre 17 : Le Vent qui scintille - Chapitre 18 : Faux soleil - Chapitre final : Le Dénouement |                  |                   |                 |                |
| 3 | 25 avril 2017    | 978-4-04-734598-0 |                 |                |
| 4 | 12 février 2019  | 978-4-04-735534-7 |                 |                |

## Accueil critique
Tomino la maudite remporte le 15e Prix Asie de la critique ACBD. Ce titre distingue une bande dessinée asiatique remarquable parue en français entre juillet 2020 et juin 2021.
Aurélien Pigeat, coordinateur du Prix Asie de la critique ACBD 2020, loue l'« atmosphère singulière, aussi dérangeante que fascinante » de Tomino la maudite, son « histoire haletante » et souligne que « les grands motifs de l'auteur s'y découvrent avec nuances et détails (...) les questionnements sur ce qui fait l'humanité et la monstruosité, sur la manière dont la première peut se défaire et la seconde minutieusement s'élaborer ou se dévoiler, s'y trouvent subtilement conduits et magnifiquement mis en dessin. »

### Œuvres
Édition japonaise
Tomino la Maudite
1. 1 2  (ja) « トミノの地獄（１） », sur Kadokawa (consulté le 15 novembre 2021)
2. 1 2  (ja) « トミノの地獄（２） », sur Kadokawa (consulté le 15 novembre 2021)
3. 1 2  (ja) « トミノの地獄（３） », sur Kadokawa (consulté le 15 novembre 2021)
4. 1 2  (ja) « トミノの地獄（4） », sur Kadokawa (consulté le 15 novembre 2021)

Édition française
Tomino la Maudite
1. 1 2  « Tomino la maudite Tome 1 », sur Casterman (consulté le 15 novembre 2021)
2. 1 2  « Tomino la maudite Tome 2 », sur Casterman (consulté le 15 novembre 2021)